# Аллея Героев Небесной Сотни
Аллея Героев Небесной Сотни — улица в Печерском районе Киева, местность Липки. Проходит от Майдана Независимости и Крещатика до Ольгинской и Институтской улиц.

## Характеристика
Аллея пешеходная. На большей ее части, там, где в феврале 2014 года произошли расстрелы, по обе стороны устроены памятные знаки, памятники и мемориалы в честь героев Небесной сотни (подробнее см. раздел «Чествование памяти Небесной сотни на улице»).

## История
До 2014 года была частью Институтской улицы, возникшей в начале XIX века вдоль древнего, известного со времен Киевской Руси, Ивановского пути. Впоследствии в разное время называлась Ивановская улица, Бегичевская улица. С 1842 года — Институтская улица, название произошло от построенного на улице в 1838–1842 годах Института благородных девушек (впоследствии Октябрьский дворец, теперь в его помещении - Международный центр культуры и искусств). Было также параллельное неофициальное название — Девичья улица. С 1919 года называлась улица 25 Октября, в честь даты Октябрьской революции 1917 года.
Во время немецкой оккупации города в 1942–1943 годах – Берлинерштрассе (нем. Berliner Str., укр. Берлiнская) и Институтская. С 1944 года – улица Октябрьской революции. Название Институтская улица была восстановлена в 1993 году. Во время революции достоинства 20 февраля 2014 года на участке Институтской улицы от Ольгинской улицы до Майдана Незалежности произошёл массовый расстрел активистов Евромайдана. Погибших после этого стали называть Небесной сотней, а улица стала местом чествования их памяти. Почти сразу же начали появляться предложения о переименовании улицы в честь Героев Небесной сотни.
20 августа 2014 года Киевская городская государственная администрация начала общественное обсуждение по переименованию Институтской улицы в улицу Героев Небесной Сотни. Обсуждение завершилось одобрением предложения: «За» высказались 1614 человек (61%), против — 1032. Однако в результате дебатов на заседаниях комиссии по культуре и туризму 6 ноября и Киевсовета 20 ноября 2014 было принято решение переименовать лишь часть Институтской улицы в Аллею Героев Небесной Сотни, его поддержали 85 депутатов. Решение было опубликовано и вступило в силу 30 января 2015 года.